# Ride (canción de Lana Del Rey)
«Ride» —en español: «Viaje»— es una canción de la cantante y compositora estadounidense Lana Del Rey, incluida en la reedición de su segundo álbum de estudio, Paradise. La pista se lanzó como primer sencillo del EP el 25 de septiembre de 2012 a través de los sellos discográficos Interscope Records, Polydor Records y Universal Music. Compuesta por Del Rey y Justin Parker, y producida por Rick Rubin, la portada del sencillo muestra a Del Rey en un columpio de neumático. Se trata de una balada que combina pop, indie pop y pop rock, con letras que abordan temas como problemas familiares, consumo de alcohol y soledad.
Tras su lanzamiento, la canción recibió críticas generalmente positivas y tuvo un desempeño moderado en las listas musicales. En Rusia, alcanzó el noveno puesto en la Russian Music Charts. En Bélgica, entró en el top 10 de las listas de Ultratop, al alcanzar el tercer puesto en Flandes y el sexto en Valonia. En el Reino Unido, debutó en el puesto 32 de la UK Singles Chart. También obtuvo posiciones en las listas de Suiza, Alemania, Dinamarca, Francia, Irlanda, entre otros países.
El videoclip, dirigido por Anthony Mandler, se estrenó el 10 de octubre de 2012 a través del servicio VEVO. El video retrata la vida de Del Rey antes de la fama, destacando su sueño de convertirse en poetisa, el cual no se cumplió, pero le abrió las puertas para iniciar su carrera como cantante. Al igual que la canción, el videoclip recibió elogios de la crítica. El papel de Del Rey en el video fue comparado con la novela Lolita y la obra de teatro Un tranvía llamado Deseo. Los críticos contemporáneos elogiaron la producción y la narrativa del video.

## Vídeo musical

### Antecedentes y sinopsis
El 10 de octubre, Del Rey estrenó el vídeo musical del sencillo «Ride» en el Aero Theatre en Santa Mónica, California. El director de «National Anthem», Anthony Mandler se unió a Del Rey para producir el vídeo de «Ride».

## Lista de canciones
| Descarga digital y streaming |                     |                             |               |          |  |
| N.º                          | Título              | Escritor(es)                | Productor(es) | Duración |  |
| 1.                           | «Ride» (radio edit) | Lana Del Rey, Justin Parker | Rick Rubin    | 4:12     |  |
| 2.                           | «Ride»              | Del Rey, Parker             | Rubin         | 4:46     |  |
| 8:58                         |                     |                             |               |          |  |

| Remixes EP |                                      |                          |               |          |  |
| N.º        | Título                               | Escritor(es)             | Productor(es) | Duración |  |
| 1.         | «Ride»                               | Del Rey, Parker          | Rubin         | 4:49     |  |
| 2.         | «Ride» (Active Child Remix)          | Del Rey, Parker          | Rubin         | 3:42     |  |
| 3.         | «Blue Velvet» (Penguin Prison Remix) | Bernie Wayne, Lee Morris | Emile Haynie  | 5:02     |  |
| 4.         | «Blue Velvet» (Lindstrom Remix)      | Wayne, Morris            | Haynie        | 9:26     |  |
| 22:59      |                                      |                          |               |          |  |

## Posicionamiento en listas
| Listas (2012)                               | Mejor posición |
| ------------------------------------------- | -------------- |
| Alemania (Media Control AG)                 | 44             |
| Australia (ARIA Singles Chart)              | 89             |
| Austria (Ö3 Austria Top 40)                 | 63             |
| Bélgica (Flandes) (Ultratip Bubbling Under) | 3              |
| Bélgica (Valonia) (Ultratip Bubbling Under) | 6              |
| Dinamarca (Tracklisten)                     | 40             |
| Escocia (The Official Charts Company)       | 31             |
| Estados Unidos (Adult Alternative Songs)    | 26             |
| Estados Unidos (Rock Songs)                 | 21             |
| Francia (SNEP)                              | 56             |
| Irlanda (IRMA)                              | 35             |
| Reino Unido (UK Singles Chart)              | 32             |
| Rusia (2M)                                  | 9              |
| Suiza (Schweizer Hitparade)                 | 20             |